# اکبر ترکان
اکبر ترکان (۱ شهریور ۱۳۳۱ – ۲۶ اردیبهشت ۱۴۰۰) سیاستمدار ایرانی، از اعضای مؤسس حزب اعتدال و توسعه، مشاور پیشین رئیس‌جمهور ایران روحانی، دبیر پیشین شورای هماهنگی مناطق آزاد تجاری-صنعتی و ویژه اقتصادی، رئیس پیشین سازمان نظام مهندسی ساختمان و عضو هیئت مؤسس دانشگاه شمال آمل و عضو شورای اقتصاد و سرمایه‌گذاری دانش‌بنیان دانشگاه آزاد اسلامی بوده است.
او وزیر دفاع و پشتیبانی نیروی‌های مسلح در دولت اول اکبر هاشمی رفسنجانی و وزیر راه و ترابری در دولت دوم وی بود.مدتی نیز به عنوان عضو هیئت مدیره شرکت سرمایه‌گذاری تأمین اجتماعی (شستا) حضور داشت. همچنین او از سال ۱۳۶۸ تا ۱۳۷۷ به‌عنوان عنوان رئیس فدراسیون کشتی ایران فعالیت می‌کرد.

## تحصیلات اکبر ترکان
اکبر ترکان در سال ۱۳۴۹ از دانشگاه صنعتی شریف در رشته مهندسی مکانیک فارغ‌التحصیل شده است.

## فعالیت
ترکان از اردیبهشت ۱۳۵۸ سرپرست جهاد سازندگی استان لرستان بود و از ۱ تیر ۱۳۶۰ تا ۴ مرداد ۱۳۶۱ استاندار ایلام و از ۱۵ تیر ۱۳۶۲ تا ۱۴ بهمن ۱۳۶۳ استاندار هرمزگان بود.
اکبر ترکان تنها فرد غیرنظامی بود که در جمهوری اسلامی ایران به مقام وزارت دفاع و پشتیبانی نیروهای مسلح رسید.
وی در انتخابات ریاست‌جمهوری دوم خرداد ۱۳۷۶ از نامزدی علی‌اکبر ناطق نوری حمایت کرد.
اکبر ترکان در کابینه اول محمود احمدی‌نژاد بمدت ۴ سال معاونت وزارت نفت را بر عهده داشت که سرانجام در آستانه انتخابات ریاست جمهوری ۱۳۸۸ از کار برکنار شد.
او در انتخابات ۱۳۸۸ در ستاد میرحسین موسوی فعال بوده و به او رأی داد. همچنین، وی در انتخابات ریاست جمهوری ۱۳۹۲ به عنوان قائم مقام و معاون ستاد انتخاباتی حسن روحانی شروع به فعالیت کرد. روحانی، رئیس‌جمهوری ایران چندی پس از تحلیف طی حکمی وی را به عنوان مشاور رئیس‌جمهور و دبیر شورای هماهنگی مناطق آزاد تجاری-صنعتی و ویژه اقتصادی، سرپرست موقت سازمان فضایی ایران، شورای عالی امور ایرانیان خارج از کشور، معاونت امور بین‌الملل ریاست جمهوری و دبیرخانه جنبش عدم تعهد منصوب کرد. همچنین در ۱۶ بهمن ۱۳۹۲، حسن روحانی طی حکمی اکبر ترکان را به عنوان رئیس سازمان نظام مهندسی ساختمان منصوب کرد.

## درگذشت
ترکان در ۲۶ اردیبهشت ۱۴۰۰ بر اثر عوارض ناشی از بیماری دیابت درگذشت.